# Unigenitus
Unigenitus (nomenat per les seves paraules llatines Unigenitus dei filius, "Fill unigènit de Déu"), és una constitució apostòlica en forma de butlla papal promulgada pel papa Climent XI el 1713, va obrir la fase final de la controvèrsia jansenista a França. Unigenitus va condemnar 101 proposicions de Pasquier Quesnel com:
| « | Falses, capcioses, malsonants, ofensives a les orelles piadoses, escandaloses, pernicioses, erupcions, perjudicials per a l'Església i les seves pràctiques, contumelioses per a l'Església i a l'Estat, sedicioses, impieses, blasfemes, sospitoses i assaborint d'heretgia, que afavoreixen els herètics, l'heretgia, i el cisma, erroni, que limita amb l'heretgia, sovint condemnat, herètic, i revifant diverses heretgies, especialment les que figuren a les famoses proposicions de Jansenius. | » |

## Rerefons
Pasquier Quesnel va publicar el 1671 un llibre titulat "Abrégé de la morale de l'Evangelie" ("Moralitat de l'Evangeli, abreujat"). Contenia els quatre evangelis en francès, amb breus notes explicatives, que servien de suport a la meditació. L'obra va ser aprovada pel bisbe de Châlons-sur-Marne. Van seguir edicions ampliades, que contenien un text francès anotat del Nou Testament complet, el 1678 i el 1693–1694. Aquesta última edició va ser molt recomanada pel nou bisbe de Châlons, Louis Antoine de Noailles. Mentre que la primera edició de l'obra només contenia uns quants punts jansenistes, la seva tendència es va fer més evident en la segona edició, i en la seva forma completa, tal com apareixia el 1693, era - en paraules de l'Enciclopèdia Catòlica - "impregnat de pràcticament tots els errors del jansenisme".
Diversos bisbes van prohibir la seva lectura, i Climent XI el va condemnar en un breu, el 13 de juliol de 1708, que no va ser acceptat a França, perquè la seva redacció i la seva manera de publicar no estaven en harmonia amb les prerrogatives acceptades de l'Església gal·licana. Noailles, que al mateix temps havia esdevingut arquebisbe de París i cardenal, i que el 1702 va descartar una relíquia que havia estat venerada durant molt de temps a Châlons com a cordó umbilical de Jesús, no estava preparada per retirar l'aprovació que havia donat al llibre i el jansenisme. novament va aixecar el cap.

## La butlla
Per acabar amb aquesta situació, diversos bisbes, recolzats pel mateix Lluís XIV, van demanar al Papa que emetés una butlla en lloc del breu inacceptable. La butlla hauria d'evitar totes les expressions contràries a les "llibertats gal·licanes" i ser sotmesa al govern francès abans de la publicació. Per evitar un nou escàndol, Climent va cedir a aquestes condicions humiliants i, el febrer de 1712, va nomenar una congregació especial de cardenals i teòlegs per revisar les proposicions de l'obra de Quesnel que mereixien una censura eclesiàstica. El membre més influent d'aquesta congregació va ser el cardenal Agostino Fabroni.
La butlla, que es va produir amb la contribució d'un comitè que incloïa el cardenal Fabroni i Gregorio Selleri, lector del Col·legi de Sant Tomàs, la futura Universitat Pontifícia de Sant Tomàs d'Aquino, Angelicum, va rebutjar 101 proposicions de les Réflexions morales de Quesnel com a herètiques, i com a proposicions de rescat ja condemnades en els escrits de Jansen.
La congregació va necessitar divuit mesos per dur a terme la seva tasca, el resultat de la qual va ser la publicació de la butlla Unigenitus a Roma el 8 de setembre de 1713. La butlla comença amb l'advertència de Crist contra els falsos profetes, especialment tals com «escampar secretament doctrines dolentes sota el pretext de pietat i introduir sectes ruïnoses sota la imatge de santedat»; després procedeix a la condemna de 101 proposicions que es prenen textualment des de l'última edició de l'obra de Quesnel, com ara:
- la gràcia funciona amb omnipotència i és irresistible;
- sense gràcia, l'home només pot cometre el pecat; Crist va morir només per als elegits;
- tot amor que no és sobrenatural és dolent;
- sense amor sobrenatural no hi pot haver esperança en Déu, ni obediència a la seva llei, ni bona feina, ni oració, ni mèrit, ni religió;
- la pregària del pecador i els seus altres bons actes realitzats per por al càstig són només nous pecats;
- l'Església només comprèn els justos i els elegits;
- la lectura de la Bíblia és per a tots;
- l'absolució sacramental ha de ser ajornada fins a la satisfacció;
- l'excomunió només amb el consentiment, almenys presumpte, de tot el cos de l'Església;
- l'excomunió injusta no exclou els excomunicats de la unió amb l'Església.[3]

La butlla també condemna coses tals que la lectura de la Sagrada Escriptura és per a tots, que és útil i necessari en tot moment, en tots els llocs, i per a tot tipus de persones, estudiar i conèixer l'esperit, la pietat i els misteris de la Sagrada Escriptura, i que la seva obscuritat sagrada no és motiu perquè els laics es dispensin de llegir-los, i que fer-ho sigui perjudicial. (79–81, 83–86)
La butlla troba faltes moltes altres declaracions del llibre de Quesnel, però sense especificar-les, i, en particular, amb la traducció del Nou Testament, que, com diu la butlla, ha estat censurablement alterada (damnabiliter vitiatum) i és, de moltes maneres, similar a una traducció francesa prèviament condemnada.

## Rebuda
Segons John McManners, «les complicades maniobres diplomàtiques que van conduir a la seva promulgació van ser impulsades pels jesuïtes i els seus simpatitzants, enemics de Noailles i per l'ancià Lluís XIV, que volia destruir els jansenistes com "un partit republicà a l'Església i l'Estat", tot mantenint la independència de l'Església gal·licana.»
Lluís XIV va rebre la butlla a Fontainebleau el 24 de setembre de 1713 i va enviar una còpia al cardenal Noailles, qui, probablement abans de rebre-ho, havia revocat el 28 de setembre la seva aprovació de les "reflexions morals" donades el 1695. El rei també va convocar el clergat francès a reunir-se a París per acceptar la butlla.
En la primera sessió, Noailles va nomenar un comitè presidit pel cardenal Rohan d'Estrasburg per decidir la forma més adequada d'acceptar la butlla. Els intents de Noailles per evitar una acceptació incondicional es van demostrar en va i es va acceptar i es va registrar oficialment l'informe papal. Però una instrucció pastoral de Noailles va prohibir als seus sacerdots sota pena de suspensió acceptar la butlla sense la seva autorització; que va ser condemnada per Roma. Els bisbes de França es van dividir. El Papa sentia que la seva autoritat estava amenaçada i pretenia convocar a Noailles davant de la Cúria i, si esqueia, expulsar-lo del cardenalat. Però el rei i els seus consellers, veient en aquest mode de procediment una violació de les "llibertats gal·licanes", van proposar la convocatòria d'un concili nacional, que hauria de jutjar i dictaminar a Noailles i la seva facció.

## Resultats
El Papa no va gaudir de la idea de convocar un concili nacional, que podria prolongar innecessàriament la disputa i posar en perill l'autoritat papal. Tanmateix, va elaborar dos breus: un on demanava l'acceptació incondicional de la butlla per Noailles en quinze dies, amb pena d'haver de retornar el seu capell i incórrer en càstigs canònics, i l'altre assenyalant més de manera paternal la gravetat de l'ofensa del cardenal. Els dos escrits van ser posats en mans del rei, amb la sol·licitud de lliurar els menys greus en cas que hi hagués una esperança fonamental de la ràpida presentació del cardenal. D'una banda, Noailles no donà cap esperança de submissió, mentre que, de l'altra, el rei va rebutjar el més greu dels breus com a subversiu de les "llibertats gal·licanes". Lluís XIV, per tant, va pressionar de nou la convocatòria d'un concili nacional, però morí l'1 de setembre de 1715, abans que hagués estat convocat.
Felip II d'Orleans era ara Regent de França, qui afavoria els oponents de la butlla. La Sorbona va aprovar una resolució el 4 de gener de 1716 anul·lant el seu registre previ de Butlla i vint-i-dos sorbonistes que van protestar van ser retirats de la facultat. Les universitats de Nantes i Reims ara també van rebutjar la butlla. En conseqüència, Clement XI va retirar de la Sorbona tots els privilegis papals que posseïa i va intentar privar-la del poder de conferir títols acadèmics l'1 de novembre.
Climent XI havia enviat dos breus a França l'1 de maig de 1716. Un, dirigit al regent, on el reprimia severament per haver afavorit els oponents de la butlla; l'altre, dirigit a l'oposició, va amenaçar de privar a Noailles de la porpra i de procedir canònicament contra tot aquell que no acceptés la butlla en dos mesos. El Regent no va acceptar aquests escrits perquè el seu text no havia estat presentat prèviament als seus ministres. Però va enviar a Roma, Chevalier, el vicari general jansenista de Meaux, que el papa no va admetre, no obstant això, a la seva presència, quan es va saber que el seu únic objectiu era arrabassar l'admissió de Climent XI que la butlla era obscura i necessitava una explicació. En un consistori celebrat el 27 de juny de 1716, el Papa va lliurar una locució apassionada, que durà tres hores, en què va informar als cardenals del tractament que la butlla havia rebut a França i va expressar el seu propòsit de expulsar a Noailles del Col·legi de Cardenals. El mes de novembre següent va enviar dos nous breus a França, un al regent, que va demanar la seva cooperació en suprimir l'oposició al Butlla; l'altre als acceptants, als quals va advertir contra les intrigues dels recalcitrants, i va demanar a exhortar els seus germans errants a renunciar a la seva resistència.
L'1 de març de 1717, quatre bisbes (Soanen de Senez, de La Broue de Mirepoix, Colbert de Montpellier i Delangle de Boulogne) van elaborar una apel·lació de la butlla a un concili general, fundant així el partit conegut ara com els "recurrents". Entre el 5 de març i el 13 de maig, es van unir les facultats de la Sorbona, de Reims i de Nantes; de la mateixa manera pels bisbes de Verdun, Pamiers, Châlons, Condom, Agen i Saint-Malo, i Auxerre; i més d'un any després pels bisbes de Laon, Baiona i Angoulême.
Tot i que una carta personal del Papa, amb data del 25 de març i una carta conjunta dels cardenals a Roma, demanaven urgentment a Noailles de sotmetre's, també va elaborar una apel·lació el 3 d'abril «del papa manifestament equivocat i de la Constitució Unigenitus, en virtut dels decrets dels Concilis de Constança i Basilea, el Papa millor informat i un concili general es va celebrar sense restriccions i en un lloc segur». No obstant això, publicar la seva apel·lació per al present, però el va dipositar en els arxius de la officialité de París. El 6 de maig va escriure una llarga carta al Papa, en la qual s'esforçava per justificar la seva posició i la dels seus seguidors. Uns mesos després es va publicar la seva apel·lació de Butlla. Aviat es van unir nombrosos sacerdots i religiosos, especialment de les diòcesis de París i Reims. Per augmentar la llista de recurrents, es van acceptar els noms dels laics i fins i tot de les dones. Es diu que el nombre d'apel·lants va arribar als 1.800 als 2.000, lamentablement petit, per a les aproximadament 1.500.000 lliures (300.000 euros) distribuïdes com suborns.
El 8 de març de 1718 va aparèixer un decret de la Inquisició, aprovat per Climent XI, que va condemnar l'apel·lació dels quatre bisbes com a cismàtics i herètics, i la de Noailles com a cismàtica i apropant-se a l'heretgia. Com que no van retirar la seva apel·lació en un termini raonable, el Papa va publicar la butlla "Pastoralis officii" el 28 d'agost de 1718, excomunicant a tots els que es negyés a acceptar la butlla "Unigenitus". Però també van apel·lar a aquest butlla. Noailles finalment va fer una submissió ambigua el 13 de març de 1720, signant una explicació de la butlla "Unigenitus", elaborat per ordre del secretari d'Estat francès, Abbe Dubois, i, més tard, aprovat per noranta-cinc bisbes.
Després de molta pressió del rei de França i dels bisbes, Noailles va fer pública aquesta ambigua acceptació de la butlla en la seva instrucció pastoral del 18 de novembre de 1720. Però això no satisfà a Climent XI, que va requerir una acceptació incondicional. Després de la mort de Climent XI, el 19 de març de 1721, els recurrents van continuar en la seva obstinació durant els pontificats d'Innocenci XIII (1721-1724) i Benet XIII (1724-1730). Noailles, l'ànima de l'oposició, finalment va fer una submissió sincera i incondicional l'11 d'octubre de 1728 i va morir poc després (2 de maig de 1729). La Seu Apostòlica, en acció concertada amb el nou arquebisbe Vintimille de París i el govern francès, va provocar gradualment la presentació de la majoria dels recurrents.

## Document
- Butlla Unigenitus - CONDEMNATION OF THE ERRORS OF PASCHASIUS QUESNELL a Canons and Decrees of the Council of Trent. Trans. Theodore Alois Buckley. London: George Routledge and Co. pp. 345–358 – via Wikisource (anglès)